# مسجد تافسرة
مسجد تافسرة القديم  من يقدر عمره بأكثر من 900 سنة،هو مسجد و مدرسة قرآنية تخرج منه معظم أئمة و شيوخ المنطقة،حيث يعتبر مسجد تافسرة الواقع بمنطقة بني سنوس ،من بين المباني الأثرية العتيقة التي تم تصنيفها ضمن قائمة التراث الأثري لمنطقة تلمسان.

## الموقع
يقع هذا المسجد في الجزء الجنوبي الغربي من القرية أي أنه يحتل منها موقعا طرفيا أين نجده يقترب من الحقول وبساتين الزيتون وقد عرفه سكان المنطقة باسم مسجد عبد الله ابن جعفر.

## نبذة
يحتوي على قاعة مربعة مغطاة بسقف من أربع زوايا مغطى ببلاطات “القناة” الحمراء على سرير من جذوع الأرز.
ينقسم فضاءه إلى ثلاث بلاطات متعامدة مع جدار القبلة ، تتقاطع مع ثلاثة أساكيب. ترتكز أقواس حدوة الحصان على أعمدة قوية مربعة الشكل على شكل حرف T ، مثل مساجد المتوكل وأبي دولاف (العراق) وابن طولون والحكم (القاهرة)،
مدخلان جانبيان يفتحان على غرفة الصلاة، لا يوجد باب في الجدار مواجه للمحراب ، لكن يوجد في المنتصف عقدان متجاوزان على أعمدة صغيرة،أمام المحراب قبة تضخم المساحة، في معظم المساجد.
ترتكز القبة على أسطوانة مربعة ،لكنها هنا مستطيلة الشكل. هذه القبة ، التي تقع على منطقة انتقالية مثمنة الأضلاع ،مزينة بقوسين نصف دائريين متجاوزين يرتكزان على أعمدة صغيرة بدون تيجان ، كما توجد قبة بيضاوية الشكل تغطي القبة ذات الجوانب الثمانية،مثل تلك التي تزين قبة الصخرة في القدس،هذه القبة مخفية عن الأنظار بسقفها القرميدي.
يتجه المحراب من الشرق إلى الجنوب الشرقي،عند 40 درجة شرق خط الشمال والجنوب ،أكثر من تلك الموجودة في مساجد تلمسان،وكلها موجهة أكثر من اللازم نحو الجنوب. تم فتحه بواسطة قوس حدوة حصان.
وتزين مكانه المضلع بأشكال متعرجة تتم في إطار مستطيل بزخارف جصية منحوتة. زينت أغلفة القوس بفصوص تحيط بزخارف نباتية بارزة محاطة بقالب مرسوم بنصف بارز ،ومبطن بقالب ثانٍ يرسم قوسًا متجاوزًا مكسورًا يحيط به شبكة رفيعة على شكل ماسي زُينت أركانه بميداليات على خلفية سعيفات.
واجهة المصلى محاطة بمئذنة مربعة الزوايا تقع في الركن الشمالي الغربي من قاعة الصلاة، وجوهها الخارجية خالية من الزخارف فوق مستوى حوائط قاعة الصلاة ،باستثناء لوحة مستطيلة من الآجر مزينة برواق مرتفع يتألف من تسعة عشر فصًا.
و من المؤكد أن الأقواس المفصصة تدين بانتشارها في مساجد الجزائر للمرابطين الذين استوردوها من جامع قرطبة الكبير بالإضافة إلى الشرافات ذات الزوايا الأربع ،زُينت منصة المئذنة بأربع شرافات ذات ست درجات،
يتميز مسجد تافسرة بخصوصية وجود محراب ثانٍ بسيط للغاية ،خالٍ من الزخرفة في الجدار الذي يحيط بالفناء (مكان الصلاة في بعض الأحيان) ،كما هو الحال في عدد قليل من المساجد النادرة في المغرب العربي.